# Ettringer Bellerberg
Der Ettringer Bellerberg, auch Ettringer Bellberg genannt, ist die 427,5 m ü. NHN hohe, westliche Flanke des Bellerberg-Vulkans, eines Vulkansystems, das vor etwa 200.000 Jahren aktiv war. Er liegt im Gebiet der Ortsgemeinde Ettringen im rheinland-pfälzischen Landkreis Mayen-Koblenz. Der Berg ist ein Landschaftsdenkmal im Vulkanpark.

## Geographie

### Lage
Der Ettringer Bellerberg erhebt sich im Südteil des Ettringener Gemeindegebiets. Sein Gipfel liegt 800 m südöstlich des Zentrums von Ettringen, 2 km westlich von Kottenheim und 2,3 km nordnordöstlich von Mayen in der Osteifel. Etwas südwestlich vorbei am Berg fließt die Nette und nördlich – jenseits von Ettringen – der Segbach als kleiner Zufluss des Krufter Bachs (Thürer Bach). Die südsüdöstliche Nachbarerhebung ist der Mayener Bellerberg (363,2 m).

### Naturräumliche Zuordnung
Der Ettringer Bellerberg gehört in der naturräumlichen Haupteinheitengruppe Mittelrheingebiet (Nr. 29), in der Haupteinheit Unteres Mittelrheingebiet (292) und in der Untereinheit Laacher Vulkane (292.0) zum Naturraum Ettringer Vulkankuppen (292.01). Nach Osten leitet seine Landschaft in den zum Naturraum Pellenzer Senken- und Hügelland (291.22) zählenden Teil Pellenzsenke (291.221) über, und nach Süden fällt sie in den Naturraum Mayener Kessel (291.25) ab, die in der Haupteinheit Mittelrheinisches Becken (291) Teile der Untereinheit Maifeld-Pellenzer Hügelland (291.2) sind. Im Westen schließt sich in der Haupteinheitengruppe Osteifel (Nr. 27), in der Haupteinheit Östliche Hocheifel (271) und in der Untereinheit Hohe-Acht/Nitz-Nette-Bergland (271.2) der Naturraum Nitz-Nette-Wald (271.21) an.

## Berghöhe
Der Ettringer Bellerberg ist 427,5 m hoch. In topographischen Karten ist Gipfelnähe eine 426,8 m hohe Stelle verzeichnet. Meistens wird die Berghöhe mit etwa 428 m oder 427 m angegeben.

## Schutzgebiete
Auf dem Ettringer Bellerberg liegen das Naturschutzgebiet Ettringer und Mayener Bellberg, Kottenheimer Büden (CDDA-Nr. 81634; 1978 ausgewiesen; 63,87 ha groß) und Teile des Vogelschutzgebiets Unteres Mittelrheingebiet (VSG-Nr. 5609-401; 20,66 km²).

## Freizeit
Über den Ettringer Bellerberg führt der Traumpfad Vulkanpfad, der auf knapp 7 km Länge auch über den Kottenheimer Büden und durch das nahe gelegene Kottenheimer Winfeld verläuft. Von seinem Gipfel sind die gegenüberliegende östliche Flanke des Bellerberg-Vulkans, der Kottenheimer Büden, die Pellenz sowie die Täler von Rhein und Mosel zu sehen.